# クロスワードパズル

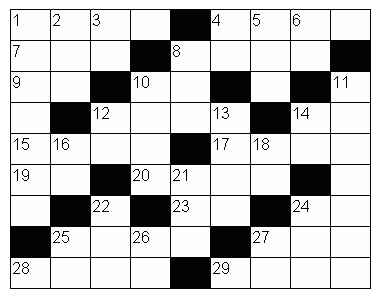
クロスワードの枠

クロスワードパズル（英: crossword puzzle、単にクロスワード〈英: crossword〉とも表記される）は、「カギ」と呼ばれる文章によるヒントを元に、タテヨコに交差したマスに言葉を当てはめてすべての白マスを埋めるパズル。通常、四角形であり、文字の入る白マスと入らない黒マスから成り、白マスにはカギを配置するための数字が振られている。日本語のクロスワードパズルの解にはカタカナを用いることが多い。

## 歴史

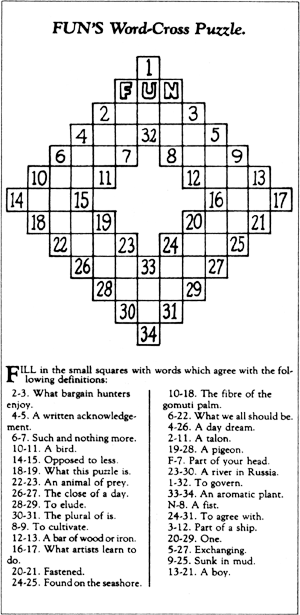
1913年12月21日にニューヨークワールドに掲載された最初のクロスワード

1913年12月21日、「ニューヨークワールド」紙の日曜版にイギリス生まれの記者アーサー・ウィンが制作した物が掲載されたのが最初と言われる。当初は「word-cross puzzle」という名前だったが、のちに「crossword」に変えられた。「ボストン・グローブ」紙など他の新聞にも掲載されるようになり、1924年には最初の本が出版された。1930年には初めて辞書に「crossword」という単語が収録された。クロスワードの歴史については生活人新書「遠山顕のクロスワードの謎」ISBN 4140880481 が詳しい。
日本語のクロスワードパズルとしては、1925年に「サンデー毎日」に連載されたのが最初である。1925年3月1日号に「嵌め字」の名で例題と解き方を紹介し、3月8日号で本格的に出題を始めた。
これに続いたのは「時事新報」だった。サンデー毎日から遅れる事約半月後、1925年3月16日付の同紙の日曜版「時事漫画」に「十字語判断」の名で初めて掲載され、懸賞付きで出題された。のちにサンデー毎日も懸賞を付けた事でクロスワードパズル人気に拍車を掛けた。
三番手となったのは「文藝春秋」で、1925年6月号に初めて掲載された。現在では専門雑誌から一般の雑誌・新聞などの懸賞問題に至るまで幅広く楽しまれている。

## 記録
イギリスのクロスワード作家であるRoger Squiresは、2つのギネス世界記録の記録を保持している。1つは出題数で、2007年5月14日に通算66666作目を発表している。この間に作成したカギの数は200万以上である。もう1つは最も長い単語を入れた作品である。58文字のLlanfairpwllgwyngyllgogerychwyrndrobwllllantysiliogogogochという単語を含んだ作品を発表している。

## 作成時のルール
制作や解答において、例外が許されないほどの厳格なルールは無いが、慣例がいくつかある。
- マスに入る言葉は一般に知られているような名詞でなければならない。また、単語の一部だけを使用してはいけない（専門雑誌の場合その読者層における「一般」であればよい）。
  - 単語の一部が別の単語として成立する場合はその限りではなく、「ク○○ワード」のようなカギのみで構成された問題が出題されることもある。
- 日本では基本的にカタカナを用いるため、決まりがある。
  - 「ッ」や「ョ」などの促音、拗音は大文字の「ツ」や「ヨ」として見なされる（ただし、これらを別の文字として使い分ける厳格な作者もいる）。また拗音は二文字で数えられる。たとえば「ショック」の場合、「シヨツク」となる。
  - 濁音や半濁音は一文字として数えられる。
  - 「ー」の長音はいずれかの向きに書けばよい。
- 1つのパズル内に同じ単語が複数あってはならない（同音異義語を含む）。
- 黒マスによって白マスの領域が2つ以上に分断されてはならない。
- 黒マスは縦または横に連続しないほうが好ましい。
  - 例外として、白マスが常に2つの単語によって交差させるようにするために外周の線から2つ垂直に連続して黒マスを配置する事がある。文字の種類が少ない英語圏では一般的である（世界のクロスワードの節も参照）。
- 特に英語など文字数の少ない言語の場合、黒マスの配置を対称形にすることが好ましい。
- 2文字の単語は両方を他の単語に絡ませることが好ましい（二重解防止のため）。

上のルールのうち、黒マスの配置に関するルールを黒マスルールという。このルールは、ナンバークロスワードパズルなどのクロスワードに類似した他のパズルの黒マスの配置においても適用されるが、必ずしも決まったものではない。
なお、カギの配置については横に振る方式と縦に振る方式がある。ヒントもそれに応じて前者はタテ、ヨコの順に、後者はヨコ、タテの順に並べてある。後者については、盤面を横に拡大させた場合に数えやすく、適している。

## 例題
問題
| 1  | . | 2  | 3 | . |
| .  | . | 4  | . | . |
| 5  | 6 | .  | 7 | 8 |
| .  | 9 | 10 | . | . |
| 11 | . | .  | . | . |

タテのカギ
1.（タテ8）を持っていると就職に○○○です。
2.グリーンランドは世界最大の○○。
3.アンマンを首都とする中東の国。死海が有名。
6.潮干狩りでよく獲る貝。
8.4つの角を持つ図形。または何らかの能力を持っているという公的な証。
10.竹や針金を編んで作られるまるい容器。
ヨコのカギ
1.2003年、阪神タイガースが18年ぶりに○○○○○。
4.バツの反対。
5.シェイクスピアの四大悲劇は、「ハムレット」「マクベス」「オセロ」「○○王」。
7.コンブや鰹節などを煮て作る調味料。
9.漢字で「山茶花」と書くツバキ科の木。童謡「たきび」にも登場。
11.穴をあけるために使われる切削工具。

### 例題の解答
| ユ | ウ | シ | ヨ | ウ |
| ウ | .  | マ | ル | .  |
| リ | ア | .  | ダ | シ |
| .  | サ | ザ | ン | カ |
| ド | リ | ル | .  | ク |

## カギのパターン
よく使われるカギのタイプには以下のような物がある。
- 独立している物
クイズ・なぞなぞ的なカギ
最も一般的なカギ。解答がそのままマスに入る。
タテ3・ヨコ9などがこのタイプに当たる。
穴埋め
文章の中に伏せられた部分があり、その部分をマスに入れるタイプのカギ。
ヨコ5などがこのタイプに当たる。
また、伏せられた部分が丸ではなく棒引き線の場合もある。
- そのカギだけでは確定できないカギ
他のカギを使用するカギ
カギの中に「タテ○の～」のような言葉が入るカギ。先にそのカギを確認する必要がある。
タテ1がこのタイプに当たる。
答えが複数あるカギ。
カギから考えられる単語が複数あり、交差する単語から判明する物。
タテ6などがこのタイプに当たる。

## 特殊なクロスワード
ラインラインクロス
一列（行）ごとのヒントがまとめられて与えられており、どのヒントが当てはまるかをタテヨコの絡みから判断して解く。
ケイだけクロス・ホワイトクロス
初期状態では黒マスが入っていないため、黒マスルールにのっとって黒マスを配置しながら解く。この場合、黒マス配置は点対称にならなくても構わない。
エッセイクロス
カギの一文が非常に長かったり、個人的な主張などが含まれていたり、カギ全体が一つの文章であったりする。
ノンクロ
黒マスが存在しないクロスワード。サイズが大きいものの作成は非常に難しいが、2×2,3×3 程度のごく小さい物の作成は容易である。
ワード・スクエアも参照。
完全クロス
ノンクロの条件に「同じ文字を二度以上使用しない」というルールを加えたもの。
など。

### 特殊なカギ
一部のクロスワードにはカギを文章ではなく絵や図で表すものがある。代表的なものに以下のようなものがある。
絵ヒントクロス
ヒントを文章ではなく絵で表したクロスワード。そのものの絵を描く場合と判じ絵のような物の場合がある。
カギごとに絵が描かれる事が多いが、大きな一枚絵でそれぞれの場所にカギの番号がかかれているものもある。
タイポグラフィッククロス
絵ヒントクロスの様に、各カギを文字で絵を描いて表現したもの。アスキーアートとは違い、絵に使用された文字がそれぞれ意味を持っている。
夢枕獏の作品『カエルの死』がアイデアの原点だともいわれている。

### カギを使用しないクロスワード
一部のクロスワードにはカギの存在しない物がある。その場合には他の方法で単語を見つけるための手がかりが提示される。
カギを用いないクロスワードで最も代表的なものがナンバークロスワードパズル（ナンクロ）である。これは、あらかじめ盤面に入っている文字と文字の並びの特徴を手がかりに単語を考えていく物である。
他には、あらかじめマスに入れる文字が枠外にすべて提示されており、それぞれがどのマスに入るかを探すもの（代表的なものとして「サムセレクション」や「ツメクロス」など）や、枠内のマス全てに文字が入っていて、余計な文字を黒マスルールにのっとって黒マスにし盤面を完成させる「余計文字クロス」などがある。

## 世界のクロスワード
ヒントから導かれる言葉をマスに埋めるという基本ルールは同じだが、国によって枠の組み方・カギのつけ方には差がある。

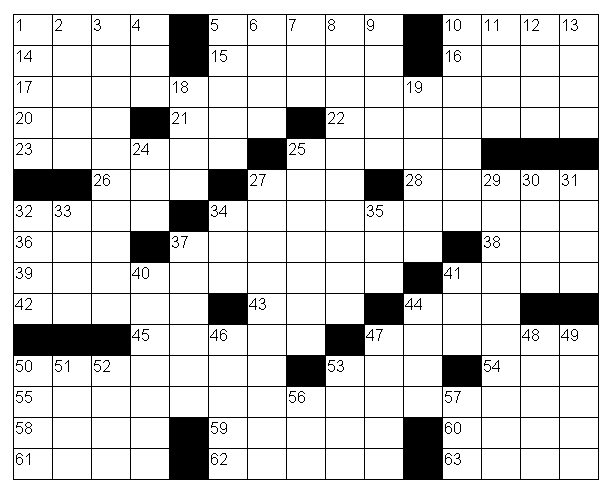
アメリカ式

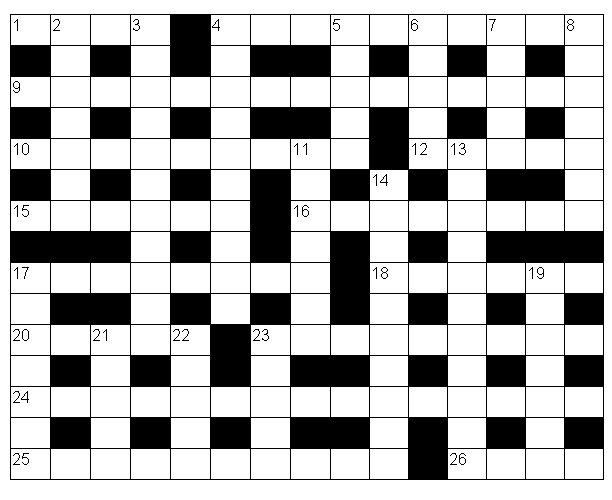
イギリス式

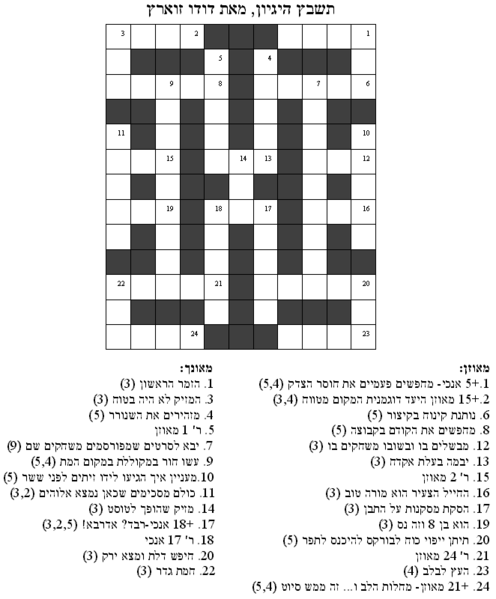
ヘブライ語式

アメリカ
黒マスの連続に制限がないが、必ず対称的に配置しなければならない。また、すべてのマスが縦横両方向で使われていなくてはならない。黒マスの数は全体の1/6以下、単語は原則として3文字以上のものにするのが一般的である。
フランス
カギは列ごとにつけられる。黒マスの配置に制限はないが、数を減らすことが望ましいとされており、全体の9割以上が白マスである問題も珍しくない。
イギリス
対称形であるがアメリカの物より文字の絡みは少なく、外見はスケルトンに近い。
イタリア
枠の形には制限がない。中に入れる単語は名詞（固有名詞を含む）に限定される。2つ以上の単語をつなげて入れることも認められる。盤面に黒マスがなく解きながら解答者が自分で黒マスを配置する形式の問題も多い。
スウェーデン
黒マスの配置に制約は無い。カギが黒マスの中に記述されるのが特徴であり、これが日本のアロークロスの原型である。
ポーランド
枠の形はイギリスのものに近い。カギはスウェーデンのと同じように黒マスの中に記述される。
ヘブライ語
通常は子音のみを使用するが、作者の考えなどにより母音を伴うこともある。通常の文章同様、単語は右から左に記入する。
アルファベットを使用する場合、通常は大文字が使用される。言語によって以下のような慣例がある。
- フランス語やイタリア語の問題でアクセント記号付きの文字がある場合、記号を取り除いた上で記入する。
- ドイツ語の問題でウムラウト付きの文字（ä、ö、ü）があった場合、2文字（ae、oe、ue）に分解して記入する。ßも、ssの2文字に分解する。
- オランダ語のIJ、チェコ語・スロバキア語のChは1文字として扱い、1マスに記入する。
- スペイン語のch、Llは2文字として扱う。